# Ballybricken
Ballybricken (en irlandés, Baile Bricin) es una townland irlandesa localizada al este del condado de Limerick, a 18 kilómetros de su capital. Área dedicada principalmente a la agricultura, su población ha crecido considerablemente en los últimos diez años debido a su proximidad a Limerick.

## Tradiciones
Ballybricken posee una orgullosa tradición atlética gaélica. Su club local, llamado oficialmente Ballybricken/Bohermore GAA Club, acoge a gran parte de la comunidad local. Cuenta con una sede y pista deportiva construidas en 2008; fueron oficialmente inauguradas durante el bank holiday de mayo, con un partido entre Limerick y Wexford al que asistieron más de 2000 personas. El Ballybricken/Bohermore GAA sénior juega en nivel A en hurling y en nivel B en fútbol.

## Lugares
Ballybricken cuenta con una escuela de educación primaria localizada en Caherelly, una oficina de correos y un pub (Kirby's "Hunting Lodge"). Las principales empresas localizadas en Ballybricken incluyen Mr Binman, Roadstone Provinces Ltd, y Tucon Engineering Company Ltd.

## Personalidades
- Dolores O'Riordan, vocalista de The Cranberries, se crio en Ballybricken, donde acudió a su escuela de educación primaria.